# Asianux

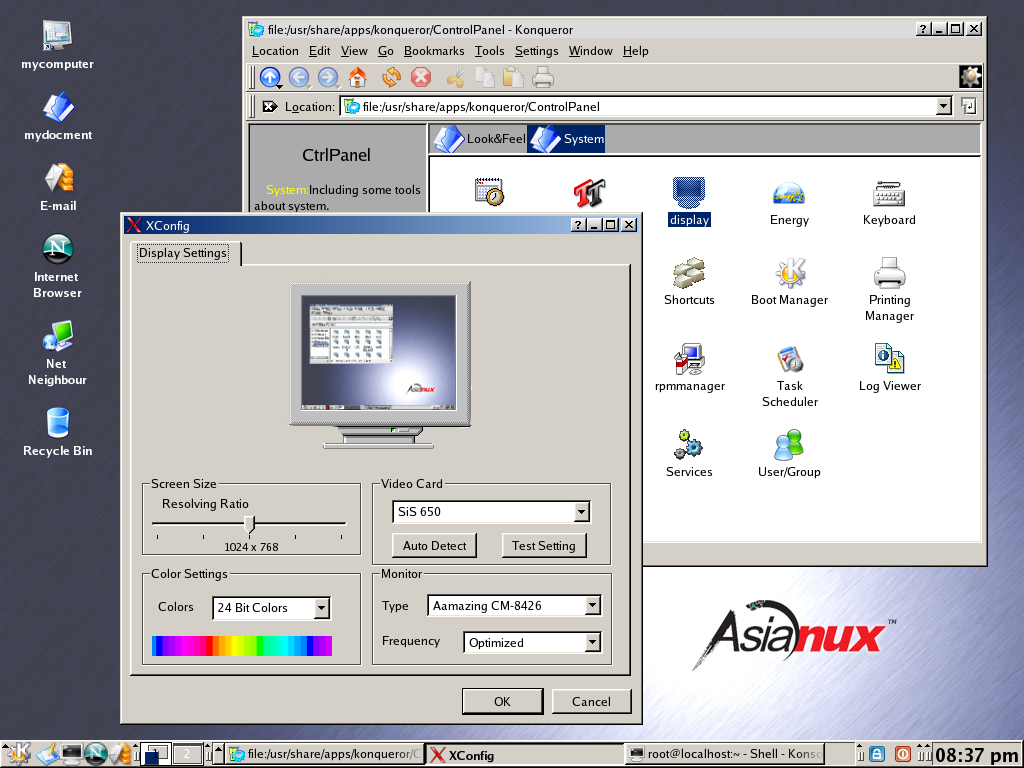
Captură de ecran din Asianux 1.0

Asianux este o distribuție de Linux bazată pe Red Hat Enterprise.